# نرخ طبیعی بیکاری
نرخ طبیعی بیکاری (به انگلیسی: Natural rate of unemployment) نامی است که در مطالعه علم اقتصاد به یک مفهوم کلیدی داده شد. میلتون فریدمن و ادموند فلپس، که در دهه ۱۹۶۰ با حل این مشکل «انسانی» روبرو بودند، هر دو جایزه نوبل اقتصاد را برای کار خود دریافت کردند و توسعه این مفهوم به عنوان انگیزه اصلی پشت این جایزه ذکر شده‌است. مفهوم خلاصه آن: «نرخ طبیعی بیکاری نسبت افراد بی کار به نیروی کار وقتی اقتصاد در وضعیت اشتغال کامل قرار دارد». به بیان دیگر، این مفهوم روشن می‌کند که اصطلاح اقتصادی «اشتغال کامل» به معنای «بیکاری صفر» نیست این نرخ بیکاری فرضی مطابق با تولید کل در سطح «بلند مدت» است. این سطح در صورت عدم وجود اصطکاک‌های موقت مختلف مانند تعدیل قیمت ناقص در بازار کار و کالاها، با تولید کل سازگار است؛ بنابراین نرخ بیکاری طبیعی مطابق با نرخ بیکاری غالب در یک دیدگاه کلاسیک از تعیین فعالیت است.
نرخ بیکاری طبیعی عمدتاً توسط اقتصاد سمت عرضه و از این رو توسط امکانات تولید و مؤسسات اقتصادی تعیین می‌شود. اگر این ویژگی‌های نهادی ناسازگاری دائمی در بازار کار یا انعطاف‌پذیری‌های دستمزد واقعی داشته باشند، نرخ طبیعی بیکاری ممکن است بیکاری غیرارادی باشد. نرخ طبیعی بیکاری ترکیبی از بیکاری اصطکاکی و ساختاری است که در زمانی که بازار کار و منابع در تعادل قرار دارند، در یک اقتصاد کارآمد و در حال گسترش باقی می‌ماند.
بروز اختلالات (به عنوان مثال، تغییر چرخه ای در تمایل به سرمایه‌گذاری) باعث می‌شود بیکاری واقعی به‌طور مداوم از نرخ طبیعی منحرف شود و تا حدی توسط عوامل تقاضای کل تعیین شود. مفهوم آن این است که با سیاست‌های مدیریت تقاضا (از جمله سیاست پولی) نمی‌توان نرخ طبیعی بیکاری را به‌طور دائم کاهش داد، اما این سیاست‌ها می‌توانند در تثبیت تغییرات در بیکاری واقعی نقش داشته باشند. طبق این مفهوم، کاهش در نرخ طبیعی بیکاری باید از طریق سیاستهای ساختاری سمت عرضه اقتصاد انجام شود. براساس بررسی‌های متعدد، دو سوم تا سه چهارم اقتصاددانان به‌طور کلی با این جمله موافق هستند، «اقتصاد در درازمدت به نرخ طبیعی بیکاری گرایش می‌یابد.»

## توسعه
در حالی که فردریش فون هایک گفته بود که تلاش برای ایجاد اشتغال کامل ممکن است باعث تورم غیرقابل کنترل شود و هیوم خاطرنشان کرد که افزایش در عرضه پول باعث افزایش قیمت نیروی کار از اوایل سال ۱۷۵۲ می‌شود به نظر می‌رسد که کلاسیک‌ها بیانیه ای در مورد نرخ طبیعی در زمان میلتون فریدمن در سال ۱۹۶۸ به ریاست جمهوری به آدرس انجمن اقتصادی آمریکا فرستادند:
"در هر لحظه از زمان، بیکاری وجود دارد که این ویژگی با تعادل در ساختار دستمزدهای واقعی سازگار است … "نرخ طبیعی بیکاری" … سطحی است که می‌تواند توسط سیستم والرسین معادلات تعادل عمومی از آن حمایت شود، مشروط بر اینکه خصوصیات ساختاری واقعی بازار کار و کالاها از جمله نواقص بازار، تنوع تصادفی در تقاضا و منابع، هزینه‌های تحرک و غیره در آنها جاسازی شده باشد."

با این حال، این یک چشم‌انداز باقی مانده‌است. فریدمن هرگز مدلی را با همه این خصوصیات ننوشت. هنگامی که او ایده نرخ طبیعی را نشان داد، او به سادگی از الگوی تقاضای بازار کار کتاب و متون استاندارد استفاده کرد؛ که در واقع همان الگوی اشتغال کامل دان پاتینکین است در این میان در بازار کار رقابتی وجود دارد که هم عرضه و هم تقاضای نیروی کار به دستمزد واقعی بستگی دارد و نرخ طبیعی به سادگی تعادل رقابتی است که به معنی برابری تقاضا با عرضه است. ضمناً در دید او این مفهوم وجود دارد که نرخ طبیعی یکتا است: تنها یک سطح از تولید و اشتغال وجود دارد که با تعادل سازگار است.

## منحنی فیلیپس
میلتون فریدمن تصریح کرد که نرخ طبیعی تورم از منحنی فیلیپس نتیجه شده‌است. این نشان داد که دستمزدها هنگامی که بیکاری کم است افزایش می‌یابند. فریدمن استدلال کرد که تورم همان افزایش دستمزدها است و استدلال خود را براساس یک عقیده معتبر بنا نهاد که رابطه منفی پایدار بین تورم و بیکاری وجود دارد. این عقیده حاکی از این سیاست بود که می‌توان بیکاری را با سیاست تقاضای گسترده و در نتیجه تورم بالاتر کاهش داد.
فریدمن و فلپس با این نظریه با دلایل نظری مخالف بودند، زیرا آنها خاطرنشان کردند که اگر بیکاری به‌طور دائم پایین باشد، برخی متغیرهای واقعی در اقتصاد، مانند دستمزد واقعی، به‌طور دائمی تغییر می‌کردند. این امر باید به این دلیل باشد که به نظر می‌رسید تورم بالاتر به عدم منطق سیستماتیک در بازار کار متکی است. همان‌طور که فریدمن خاطرنشان کرد، هنگام تورم، دستمزد سرانجام افزایش می‌یابد و دستمزد واقعی و بیکاری، بدون تغییر باقی می‌مانند. از این رو، تا زمانی که تورم دستمزد و تورم انتظاری از تورم واقعی عقب مانده باشد، می‌توان به بیکاری کمتر رسید. این تنها نتیجه ای موقت به نظر می‌رسید. سرانجام، بیکاری به نرخ تعیین شده توسط عوامل واقعی مستقل از نرخ تورم بازمی‌گردد. طبق گفته‌های فریدمن و فلپس، منحنی فیلیپس از این رو در طولانی مدت عمودی بود و سیاست‌های گسترده تقاضا فقط دلیل تورم است و نه دلیل پایین آمدن بیکاری دائمی.
میلتون فریدمن خطاهای انتظارات را عامل اصلی انحراف در بیکاری از نرخ طبیعی دانست برای فریدمن، این تصور که نرخ طبیعی منحصر به فردی وجود دارد، معادل ادعای وی است مبنی بر اینکه تنها یک سطح بیکاری وجود دارد که در آن می‌توان تورم را به‌طور کامل پیش‌بینی کرد (وقتی تورم واقعی و پیش‌بینی شده یکسان هستند). ادموند فلپس با جزئیات بیشتر به ساختار بازار کار و اصطکاک‌هایی که می‌تواند باعث تغییر تقاضای کل در تورم و برای انتظارات کاهنده در تعیین نرخ بیکاری، متمرکز شد. همچنین، نظریه‌های وی به دلایل بالا رفتن نرخ طبیعی بیکاری بسیار چشمگیر بود. (به عنوان مثال، چرا بیکاری می‌تواند ساختاری یا کلاسیک باشد).

## انتقادات
انتقاد عمده از «نرخ طبیعی» این است که هیچ مدرک معتبری برای آن وجود ندارد، همان‌طور که خود میلتون فریدمن گفت ما «نمی‌توانیم بدانیم که نرخ» طبیعی «چیست». فرضیه نرخ طبیعی این فرضیه اساسی را ایجاد می‌کند که یک سطح تعادل بی نظیر بیکاری وجود دارد. از همه مهمتر، خود میلتون فریدمن هرگز الگویی صریح از میزان طبیعی را ننوشت (در سخنرانی نوبل خود فقط از مدل عرضه و تقاضای نیروی کار ساده استفاده می‌کند). برخی دیگر استدلال کرده‌اند که ممکن است تعادل‌های مختلفی وجود داشته باشد: به عنوان مثال به دلیل جستجوی بیرونی‌ها در مدل نارگیل الماس یا اینکه ممکن است به جای تعادل بی نظیر، «محدوده طبیعی» از سطح بیکاری وجود داشته باشد.
طبق گفته راجر فارمر از دانشگاه کالیفرنیا، لس آنجلس این فرضیه که، پس از شوک، نرخ بیکاری به اصطلاح به «نرخ طبیعی» خود بازمی‌گردد، در داده‌ها وجود ندارد.